# Представницька демократія
Представницька демократія, (репрезентативне народовладдя) — форма народовладдя, за якої право ухвалювати рішення громада реалізує через обраних нею представниць, які повинні відстоювати інтереси тих, хто їх обрала. Представницька демократія стає абсолютно необхідною для великих громад, оскільки, починаючи з певного розміру, просто неможливо забезпечити регулярне зібрання усіх громадянок, що є обов'язковим елементом для цього виду демократії. Як опосередкована, представницька демократія є власне менш демократичною ніж пряма.

## Загальна характеристика
Із розвитком і зміцненням держав, ускладненням їх політичних систем стало неможливо вирішувати усі питання загальнодержавного значення шляхом залучення до цього всього населення, кількість якого постійно збільшувалась. За цих умов зародилась і набула поширення така форма народовладдя — як представницька.
Представницька форма — основна форма здійснення державної влади в демократичному суспільстві, коли через конкретних осіб і виборні органи громадяни здійснюють своє конституційне право брати участь у політичному житті суспільства. Системою таких органів є народне представництво.
Безпосередня форма демократії допускає пряме волевиявлення народу при виробленні і прийнятті державних рішень. Це — різного роду референдуми, опитування, народні збори, мітинги, демонстрації тощо. Громадяни демократичної держави, висловлюючись безпосередньо або делегуючи владу своїм представникам, беруть на себе обов'язок поважати і підтримувати її, підкорятися її рішенням. Влада ж відповідальна перед народом і підконтрольна йому. Природно, політичний режим існує як система взаємних політичних обов'язків влади та народу.
Саме інститути представницької демократії відіграють першочергову роль у процесі ухвалення рішень. Особливо вагоме значення в системі цієї демократії мають парламенти, склад яких формується через загальні вибори і яким громадяни делегують свої повноваження для здійснення функцій вищої законодавчої влади. Крім парламентської форми як великого надбання цивілізації носіями представницької демократії є й інші виборні органи влади.
Традиційно-ліберальна теорія демократії при описі представницької демократії виходить із центральної тези, пов'язаної з англо-саксонскою історією: демократія позначається як відповідальне правління, уряд, спроможний ухвалювати рішення і несе за них відповідальність. Головне тут не стирання розходжень між володарями і підвладними, що складав ядро зрівняльних руських уявлень про демократію, а утворення реальної основи для прийняття відповідальних рішень.
Представницька демократія ставить перед собою насамперед ціль створити умови і можливості для чіткого проведення принципу відповідальності при меншій увазі до принципу співучасті, хоча при виконанні владою своїх зобов'язань (пов'язаних із принципом відповідальності) звичайно використовуються саме процедури співучасті. У цій перспективі демократизація означає не тільки «максимізацію шансів співучасті», але, одночасно, і «максимізацію політичної відповідальності». Конституційність і обмеження політичного панування — основні елементи розуміння представницької демократії.
Воля народу виражається не повною мірою прямо, а через інститут посередників — вона делегується представникам, що самі і починають формувати волевиявлення народу, а при прийнятті політичних рішень виражають і передбачають цю волю самостійно і під власну відповідальність.
Між народними представниками і тими, кого вони представляють, встановлюються визначені відношення, засновані на повноваженнях і на довірі. У подібному випадку обидві сторони однаково конститутивні. Таким чином, існують, з одного боку, що не виходять за рамки меж, установлених конституцією, незалежність, а також політична і правова компетентність депутата, з іншого ж — повноваження, тільки передані йому виборцями, народом. Прихильники ідентитарної демократії відхиляють саме цей принцип: на їхню думку, представництво, повноваження, утворення проміжних владних структур елементи, далекі від справжньої демократії.
Саме тому Руссо підтверджував, що «англійський народ був вільний тільки протягом одного дня, того дня, коли він обирав свій парламент. Після цього народ знову живе в рабстві, він — ніщо». Отже, народ, якщо він бажає бути вільним, не повинний добровільно підпадати під ярмо процедур прийняття рішень, заснованих на поділі влади. «Будь-який закон, котрий народ самий „особисто“ не підтверджував, ніщо, порожнє місце, він — не закон», — говорив Руссо.
У тому випадку, коли всі ми віримо в існування в загальне благо, яке припускається, але нічим не доказане, можливе й ототожнення керівних і керованих, та ігнорування розходжень між владою і народом, як того потребують Руссо і його послідовники.
Поряд із колективними (колегіальними) загальнодержавними органами можуть створюватись й одноособові органи, уповноважені виступати від імені держави. В Україні, як і в багатьох інших країнах, це Президент.
Група ж осіб, яка виступає від імені певної частини населення держави, утворює орган місцевого самоврядування (місцеву раду, муніципалітет тощо), який може ухвалювати рішення, що є обов'язковими до виконання у межах відповідної частини території країни і стосуються питань, які належать до компетенції такого органу.
Із розвитком та вдосконаленням форм прояву представницького народовладдя вони починають постійно застосовуватись для повсякденного управління справами держави і суспільства. Однак безпосереднє народовладдя не вилучається з державно-правової та політичної практики. Більше того, його значення зростає.

## Представницька демократія в Україні
Щодо України, то в неї більшість загальнодержавних питань вже вирішуються не усіма громадянками держави, а лише їх певними групами. Останні є повноважними представницями населення, від імені та за дорученням якої вони ухвалюють рішення, що стають обов'язковими до виконання.
Група, яка представляє все населення держави, утворює загальнодержавний орган, що дістає право виступати від імені усієї держави й ухвалювати рішення, обов'язкові до виконання на всій її території. Такі представницькі органи можуть мати різни назви— народні, національні збори, конгрес тощо. В Україні представницьким органом, уповноваженою ухвалювати загальнообов'язкові в межах усієї держави рішення (закони), є Верховна Рада.

## Зв'язок з прямою демократією
Безпосередня демократія є єдиним способом формування представницьких демократичних органів, яке здійснюється шляхом проведення виборів. Без неї представницька демократія неможлива.
В той же час без представницької демократії безпосередня демократія не змогла б охопити своїм впливом навіть незначну частину владних функцій. А це означає, що зазначені функції були б не демократизованими, тобто виконувалися б адміністративними, а не демократичними органами.